# There's No Leaving Now
There's No Leaving Now är svenske The Tallest Man on Earths tredje studioalbum, utgivet 11 juni 2012 på skivbolaget Dead Oceans Records.
Bonuslåten "Cycles" medföljde förhandsbeställningar till Itunesutgåvan.

## Låtlista
| Nr  | Titel                  | Längd |
| --- | ---------------------- | ----- |
| 1.  | To Just Grow Away      | 3:17  |
| 2.  | Revelation Blues       | 3:43  |
| 3.  | Leading Me Now         | 3:24  |
| 4.  | 1904                   | 3:59  |
| 5.  | Bright Lanterns        | 3:41  |
| 6.  | There's No Leaving Now | 4:29  |
| 7.  | Wind and Walls         | 4:09  |
| 8.  | Little Brother         | 3:56  |
| 9.  | Criminals              | 3:29  |
| 10. | On Every Page          | 4:50  |

### Bonuslåt på Itunesutgåvan
1. "Cycles"

## Medverkande
- Jakob Grundtman - mixning
- Amanda Hollingby Matsson - foto
- Kristian Hollingby Matsson - sång, gitarr, piano, producent, inspelning, mixning
- Joe Laporta - mastering
- Daniel Murphy - sleeve
- Niclas Nordin - trummor
- Mats Winkvist - bas

### Fotnoter
1. ↑  ”There's No Leaving Now”. Discogs.com. http://www.discogs.com/Tallest-Man-On-Earth-Theres-No-Leaving-Now/release/3660587. Läst 10 juni 2012.
2. ↑  ”There's No Leaving Now”. Itunes. http://itunes.apple.com/us/preorder/theres-no-leaving-now/id525080505. Läst 10 juni 2012.